# David Mella
Pour les articles homonymes, voir Mella.
David Mella, né le 23 mai 2005 à Saint-Jacques-de-Compostelle en Espagne, est un footballeur espagnol qui évolue au poste d'ailier droit au Deportivo La Corogne.

## Biographie

### En club
Né à Saint-Jacques-de-Compostelle en Espagne, David Mella est notamment formé par le Deportivo La Corogne. Avec l'équipe de Juvenil A du club il remporte notamment le championnat de cette catégorie lors de la saison 2020-2021. La saison suivante il participe à la Youth League 2021-2022, en étant l'un des principaux protagonistes de son équipe.
Le 20 mai 2023, il fait sa première apparition avec l'équipe première du Deportivo, lors d'une rencontre de championnat face à l'Algeciras CF. Il entre en jeu et son équipe s'impose par quatre buts à zéro. Cette apparition fait de lui l'un des plus jeunes joueurs à faire ses débuts dans l'histoire du club.
Le 19 juillet 2023, Mella prolonge son contrat avec le Deportivo jusqu'en juin 2026.
Le 19 décembre 2024, Mella se fait remarquer en réalisant son premier doublé en professionnel, lors d'une rencontre de championnat face au CD Castellón. Titulaire, il participe à la victoire de son équipe par cinq buts à un.

### En sélection
David Mella commence sa carrière internationale avec l'équipe d'Espagne des moins de 15 ans, jouant au total trois matchs en 2020.
Il représente l'équipe d'Espagne des moins de 17 ans, étant notamment retenu avec cette équipe pour participer au Championnat d'Europe des moins de 17 ans en 2022. Lors de cette compétition organisée en Israël il joue quatre matchs et marque un but contre la Serbie lors du dernier match de groupe (1-1 score final). Son équipe est éliminée en quarts de finale par le Portugal (1-2 score final).
David Mella est convoqué avec l'équipe d'Espagne des moins de 19 ans pour participer au Championnat d'Europe des moins de 19 ans en 2024. Après avoir battu l'Italie, l'Espagne atteint la finale de la compétition. Il est titularisé lors de la finale face à la France, contre laquelle les Espagnols s'imposent par deux buts à zéro, et remportent ainsi la compétition,.

## Palmarès
Espagne -19 ans
- Championnat d'Europe
  - Vainqueur en 2024